# Skataudden, Helsingfors
Skataudden (finska: Skatanniemi) är en udde i Finland.   Den ligger i den ekonomiska regionen  Helsingfors  och landskapet Nyland, i den södra delen av landet, 14 km öster om huvudstaden Helsingfors.
Terrängen inåt land är platt. Havet är nära Skataudden åt sydost.  Närmaste större samhälle är Helsingfors, 13,7 km väster om Skataudden. 
Inlandsklimat råder i trakten. Årsmedeltemperaturen i trakten är 5 °C. Den varmaste månaden är augusti, då medeltemperaturen är 16 °C, och den kallaste är januari, med −5 °C.